# El Tajín
El Tajín, A Cidade Pré-hispânica, é um sitio com grande significância para a arqueologia Mesoamérica pois é uma das mais bem preservados e bem escavados exemplos de uma cidade pré-hispânica do período Epiclássico e começo do pós clássico, o mesmo período da queda do Teothuacan e a ascensão do império Asteca. E é crucial para um entendimentos do desenvolvimento artístico e socioeconômico durante esses séculos intermediários. 
Este local foi declarado Património da Humanidade pela UNESCO, em 14 de dezembro de 1992.

## História
Antes era pensado que a ocupação da colônia pré-hispânica Ei Taijín teve sua ocupação em três fases, entre 100 B.C e 1200 A.D. Entretanto, uma pesquisa recente mostrou que foi apenas uma fase de ocupaçao durante de 800 ate 1200 A.D. El Tajín foi abandonada e parcialmente destruída depois de 1200 A.D., quando a região ficou sob o controle do pode rodo império Asteca.
O local tinha uma população estimada de 15.000 - 20.000 habitantes, distribuídos entre três áreas, cada uma construída de acordo com um numero de espaços abertos. O Complexo Taijin, é definido por dois riachos e e uma parede ao leste, é o mais baixo dos três. 
O valor artístico, arquitetônico e histórico de El Tajín combinam para a alta significância desse sitio. Os relevos e pinturas descobertas no sitio contem diversas informações importante sobre a sociedade, rituais e a vida cotidiana. Entretanto ainda é incerto sobre a origem desta cultura, foi atribuída para os Huastecos e Totonacos, sendo estes os últimos nativos que atualmente moram nesta área
A primeira escavação arqueológica do sítio foi levada a cabo por José García Payon entre 1943 e 1963.

## Integridade
Todos os monumentos presentes em El Tajín tem sido devidamente preservados, incluindo a paisagem ao seu redor, que faz com que sejam uma unidade indivisível, em uma relação harmoniosa que permanecido praticamente inalterada ao longo dos séculos. Todos os atributos que expressam o valor universal da cidade pré-hispânica de El Tajín são devidamente protegidas dentro do limite da propriedade, uma área de 1221 hectares incluindo uma zona tampão, o que permite um nível maior de conservação.
Entretanto, existem algumas ameaças para a integridade e a conservação do sitio, derivadas da pressão do desenvolvimento de fazendas, e a realização do festival anual "Cumbre Tajín". As atividades do festival podem resultar no uso excessivo ou inadequado do sitio, o que ira requirir uma constante monitorização e controle, com o objetivo de evitar impactos negativos.

## Arquitetura
Os atributos mais importantes de El Tajín são as construções com uma rica decoração utilizando padrões geométricos lineares formando espirais, murais pintados, relevos baixos, entalhamentos e detalhamentos em quinas. Os relevos e as pinturas descobertas no sitio contem informações importantes sobre rituais e o cotidiano. Além disso, o local é impressionante pois seu padrão urbano se baseia na  Xicalcoliuhquique é única na Mesoamérica e utiliza diferentes níveis do terreno para diferencias o acesso em certas áreas. A arquitetura se espelha nas colinas ao seu redor. Outros elementos surpreendentes é a grande quantidade de quadras de jogo(17) presentes no local, construções publicas (168), templos (27), residências (58), altares (3) e casas domesticas (46)

## Proteção e gerenciamento
El Tajín é um sitio que esta sob a custodia do National Institute of Anthropology and History(INAH). Ele é legalmente protegido pela Lei de Monumentos e Zonas Arqueológicas, Artísticas e Históricas de 1972. Em 2001 o sitio foi declarado por um decreto presidencial Zona de Monumento Arqueológico, com um polígono de 1221 hectares, incluindo a área arqueológica declarada como  Patrimonio Mundial
Com o objeto de evitar uma futura deterioração do sitio, ocorridas tanto por conta de fatores naturais quanto fatores antropogênicos, uma equipe multidisciplinar de especialistas esta monitorando o estado de conservação dos monumentos e seus arredores desde 1984. A conservação deste local também é promovida com o objetivo de destacar a importância de sua preservação para o uso e aproveitamento de futuras gerações.

## Monumentos
O centro cerimonial do sítio cobre apenas cerca de 1 km² de sua área original, seu centro cerimonial se constituis de varias piramides-templo, palácios e quadras de jogo. A construção mais famosa é a Piramide de los Niches registrada em 1785, com 18 metros de blocos esculpidos Trata-se de uma pirâmide de tamanho médio, em termos mesoamericanos, mas a sua arquitetura é deslumbrante. Os degraus são feitos de blocos de pedras detalhados e formam 360 nichos, sendo cada um deles pra um dia no calendário asteca. Na frente desta pirâmide tem uma grande escadaria
Alguns edifícios tem alguns relevos esculpidos, muitas das esculturas mostram rituais de jogos.

## Autenticidade
El Tajín estava intacto por mais de 500 anos quando as investigações começaram, e apenas uma pequena quantidade de adições ou reconstruções foram feitas desde então 